# دورديتشا بجيدوف
دورديتشا «دوركا» بجيدوف (بالكرواتية: Đurđa "Đurđica" Bjedov) هي سباحة يوغسلافية كرواتية ولدت في يوم 5 أبريل 1947 في مدينة سبليت. أبرز انجازاتها هو فوزها بالميدالية الذهبية في دورة الألعاب الأولمبية الصيفية 1968 في مكسيكو في سباق 100 متر سباحة صدر، كما فازت بالميدالية الفضية في نفس الدورة في سباق 200 متر سباحة صدر.